# Nagyrozvágy, Borsod-Abaúj-Zemplén
Nagyrozvágy este un sat în districtul Cigánd, județul Borsod-Abaúj-Zemplén, Ungaria, având o populație de 689 de locuitori (2011). 

## Demografie
Componența etnică a satului Nagyrozvágy
     Maghiari (97,36%)
     Romi (2,64%)
Componența confesională a satului Nagyrozvágy
     Reformați (59,8%)
     Romano-catolici (16,26%)
     Greco-catolici (2,03%)
     Fără religie (1,74%)
     Necunoscută (19,59%)
     Luterani (0,58%)
     Alte religii (6,97%)
Conform recensământului din 2011, satul Nagyrozvágy avea 689 de locuitori. Din punct de vedere etnic, majoritatea locuitorilor (97,36%) erau maghiari, cu o minoritate de romi (2,64%).  Din punct de vedere confesional, majoritatea locuitorilor (59,8%) erau reformați, existând și minorități de romano-catolici (16,26%), greco-catolici (2,03%) și persoane fără religie (1,74%). Pentru 19,59% din locuitori nu este cunoscută apartenența confesională.